# さくら資料館
さくら資料館（さくらしりょうかん）は、岐阜県本巣市の淡墨公園内にある本巣市立の淡墨桜に関する資料館である。
淡墨桜の樹勢を回復するために行われた1949年（昭和24年）の歯科医前田利行による根接ぎの様子や宇野千代の淡墨桜に関する作品などが展示してある。

## 概要
- 開館時間：9:00〜17:00
- 開館日：4月無休連日開館、5〜11月は土日祝日のみ、12〜3月休館。
- 入館料：大人300円（180円）、小中学生100円（60円）※括弧内は20名以上の団体。

## 施設
- 展示室（宇野千代、前田利行）
- ハイビジョンコーナー
- 菊化石コーナー
- 民俗資料室

## アクセス
- 樽見鉄道樽見線樽見駅下車。徒歩約15分。

## 周辺
- 淡墨桜
- 根尾谷・淡墨公園
- うすずみ温泉
- 根尾谷断層
- 地震断層観察館・体験館
- 淡墨観音